# Битва при Білому Тунісі
Битва при Білому Тунісі – битва, котра сталась у 310 р. до н.е. неподалік від Карфагену під час африканської експедиції сиракузького тирана Агафокла.

## Передумови
Зазнавши у 311 р. до н.е. поразки при Гімері та втративши контроль майже над усією Сицилією, Анафокл вирішив не відсижуватись за стінами міста, а завдати удару по володіннях самого Карфагена. Ледве вислизнувши від ворожого флоту, сиракузці висадились на африканський берег та попрямували до ворожої столиці, неподалік від якої і сталась битва з карфагенським військом. Втім, варто відзначити, що в повідомленні Діодора про зіткнення біля Білого Тунісу одночасно вказується на розташування останнього за 2000 стадій (понад триста кілометрів) від Карфагену. Існують дослідники, котрі не вважають цю відстань помилкою в тексті, а припускають, що зіткнення дійсно сталось далеко на південь від сучасного міста Туніс. 
При появі греків у Карфагені, головне військо якого перебувало на Сицилії, виникли панічні настрої, оскільки натовп вважав, що Агафокл не полишив би свій острів, не завдавши вирішальної поразки експедиційному корпусу карфагенян. Втім, невдовзі сюди підійшов флот, котрий невдало переслідував Агафокла від Сицилії, що заспокоїло ситуацію. У підсумку в Карфагені за допомогою союзних міст створили армію під командуванням Ганнона та Бомількара, котра, за твердженням Діодора, налічувала 40 тисяч піхотинців, 1 тисячу лівійських вершників та 2 тисячі колісниць (відповідно до Юстина, карфагенське військо налічувало 30 тисяч солдат, стягнутих з провінцій, під командуванням Ганнона). 

## Хід битви

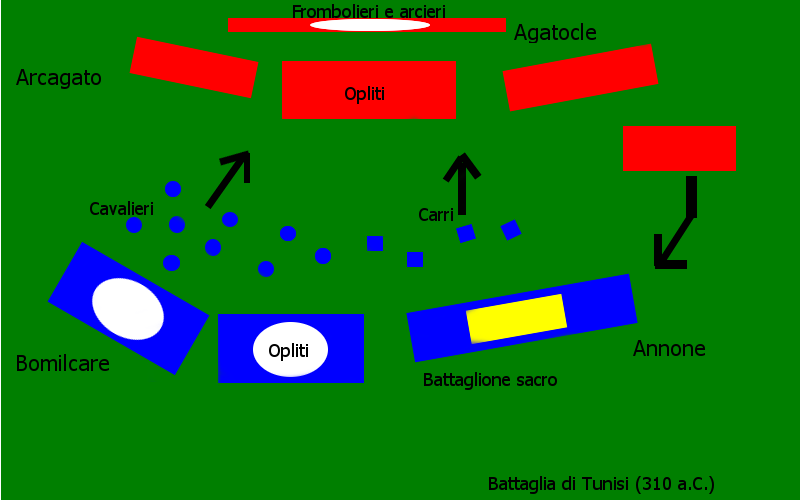

Карфагеняни зайняли невеликий пагорб неподалік від греків. Їх правим крилом командував Ганнон, а лівим – Бомількар, котрий обрав глибокі бойові порядки, оскільки місцевість заважала розгорнути сили широким фронтом. Перед піхотою поставили колісниці та кінноту, вирішивши першими завдати удару по сиракузянах. 
У Агафокла були схожі сили – 36,5 тисяч воїнів, з яких більшість була із Сиракуз, проте 3 тисячі відносились до найманців та ще 3 тисячі до італійських народів (самніти, етруски, галли). Праве крило сиракузький тиран ввірив своєму сину Аргафату, тоді як сам зі своїми тілоохоронцями та тисячею гоплітів став на лівому, навпроти відбірного Священного загону карфагенян, котрий формувався із повноправних громадян міста (в одній з попередніх книг свого твору Діодор визначав чисельність загону у 2,5 тисячі осіб). П’ятсот лучників та пращників Агафокл розділив між обома крилами свого війська. Також для введення в оману ворога він розставив моряків, котрі не мали зброї, з дерев’яними макетами щитів, вводячи ворога у оману щодо справжньої чисельності воїнів. Нарешті, для підтримки бойового духу Агафокл випустив заздалегідь підготованих сов – ці птахи, котрі сідали на сиракузьких солдат, пов’язувались у греків з богинею-воїтельницею Афіною, а отже запевняли у її підтримці та надихали на битву.
Коли карфагенські колісниці атакували, греки витримали цей напад та змусили їх повернути. Так само вони навернули до втечі і ворожу кінноту. За цим розгорнулась піхотна битва, у якій Ганнон із Священним загоном вчинив сильний тиск на сиракузян. Проте коли цей полководець загинув, греки підбадьорились. Водночас Бомількар наказав відступити своїм найкращим загонам (Діодор стверджує, що це було вчинене навмисне – щоб потім Бомількар зміг на тлі поразки прийти до тиранічної влади).
Побачивши відступ Бомількара, лівійці також покинули поле бою. Священний загін чинив стійкий опір, проте коли вся інша карфагенська армія кинулась тікати, вони також відступили, щоб уникнути оточення. Завершивши переслідування ворога, котрий відступив до Карфагену, Агафокл повернувся та розграбував карфагенський табір.

## Наслідки
За даними Діодора, греки втратили вбитими лише дві сотні осіб, а їх супротивники – 1 тисячу. Втім, він же вказує на версію, за якою втрати карфагенян становили 6 тисяч. За Юстином, загинули 2 тисячі греків та 3 тисячі карфагенян.